# Faun (樂團)
農牧神樂團（Faun）是一支來自德國慕尼黑旁邊的小鎮格雷費爾芬格的異教民謠樂團，成立於1999年。

## 歷史
Faun由Oliver "SaTyr" Pade、Birgit Muggenthaler和Werner Schwab三人在1999年成立於慕尼黑。2001年，Birgit Muggenthaler為了更專注在她的另一個樂團Schandmaul而離隊，但是她仍在第一張專輯《Zaubersprüche》中客席演出。不久之後Werner Schwab也離開。同時客席樂手Niel Mitra加入了樂團，打擊樂手Rüdiger Maul、多樂器奏者Fiona Rüggeberg和歌手Elisabeth Pawelke也接連加入。他們以這個陣容發行了廣受好評的第二張大碟《Licht》，並累計了不少支持者，直到2008年Elisabeth Pawelke離開樂團到巴塞爾學習古典歌唱技巧。她的繼任者是小提琴家與歌手Sandra Elflein。在2009年樂團發行純傳統聲學樂器演奏的專輯《Buch der Balladen》，並開始以FAUN Acoustic的分支企劃積極演出。然而Sandra在2010年因懷孕而離團，Rairda加入樂團並幫助樂團完成巡演。Rairda離開之後，樂團找來了手搖風琴手Stephan Groth以及美國世界音樂樂團Stellamara的歌手暨製作人Sonja Drakulich繼續FAUN Acoustic的演出。Faun曾受邀至Wacken Open Air2013演出。
2013年年初，樂團在環球唱片旗下發行了第八張專輯《Von den Elben》，由Katja Moslehner擔任主唱。這張專輯邀請了德國樂團Santiano和Subway to Sally的主唱分別各合唱了一首歌，並且比起其他專輯有著更多的流行元素。
2014年9月5日，樂團發行第九張專輯《Luna》，主要在探討與月亮有關的神話。德國樂團In Extremo的主唱Michael Robert Rhein參與了其中一首歌。第十張專輯《Midgard》於2016年8月19日發行，來自挪威的異教民謠樂團Wardruna客座演出「Odin」一曲，並一起巡迴演出。2018年，Faun將發行首張精選輯《FAUN XV - BEST-OF》，包含數首重新錄製、現場演出的舊歌，與兩首新曲。同時這也會是新任主唱Laura Fella第一次有所參與的專輯。

## 風格
Faun主要使用古波斯─阿拉伯地區的曲調，配上瑞典傳統樂器尼古赫帕琴等中世紀樂器以及電子節奏。歌詞以標準德語、低地德語、中古高地德語、古諾爾斯語、拉丁語、匈牙利語、芬蘭語、拉迪諾語等語言寫成，採自布蘭詩歌、詩體埃達等古代文學或是現代德國詩文，內容涉及死亡、重生等概念以及北歐神話，主流出道後多以德文創作。2004年，Oliver Pade在荷蘭烏特勒支的Summer Darkness音樂節中說道：「我們自己也不知道我們演奏的是哪種音樂，所以我們稱它做『異教民謠』。」(We don't know ourselves what kind of music we play, so we call it paganfolk.)
樂團名稱「Faun」來自罗马神话裡的牧神法翁，而其在希臘神話中對應的神薩堤爾同時也是Oliver "SaTyr" Pade的藝名由來。

## 成員

### 目前成員
- Oliver "SaTyr" Pade - 歌唱、尼古赫帕琴（英语：Nyckelharpa）、布祖基琴（英语：Bouzouki）、魯特琴、吉他、豎琴、口簧琴（1999 -）
- Fiona Rüggeberg - 歌唱、直笛、長笛、錫口笛、風笛、蕭姆管（英语：Shawm）、柳笛（英语：Seljefloyte）、冬不拉、雷貝琴（英语：Rebab）、烏德琴、簧風琴、鋼琴（2001 -）
- Rüdiger Maul - 鼓、擊樂（2001 -）
- Niel Mitra - 音序器、取樣、合成器（2001 -）
- Sonja Drakulich - 歌唱、德西馬琴（英语：Hammered dulcimer）、擊樂（2012 -）
- Stephan Groth - 歌唱、手搖琴、長笛、西特琴（英语：Cittern）（2012 -）
- Laura Fella - 歌唱、擊樂、曼陀（2017 -）

### 過去成員
- Birgit Muggenthaler -  風笛、長笛、歌唱（1999 - 2001）
- Werner Schwab - 風笛、長笛、歌唱（1999 - 2001）
- Elisabeth Pawelke - 歌唱、手搖風琴（英语：Hurdy gurdy）（2001 - 2008）
- Sandra Elflein - 歌唱、小提琴（2008 - 2010）
- Margarete "Rairda" Eibl - 歌唱、豎琴、長笛、手搖琴、擊樂（2010 - 2012）
- Katja Moslehner - 歌唱、擊樂（2013 - 2017）

## 作品

### 专辑
- Zaubersprüche (2002)
- Licht (2003)
- Renaissance (2005)
- Totem (2007)
- FAUN & The Pagan Folk Festival - Live feat. Sieben & In Gowan Ring (2008，現場專輯)
- Buch der Balladen (2009)
- Eden (2011)
- Von den Elben (2013)
- Luna (2014)
- Midgard (2016)

### DVD
- Lichtbilder (2004)
- Ornament (2007)